# Tápéi ESK
A Tápéi Egységes Sportkör egy 1930-ban alapított magyar labdarúgóklub. Székhelye Szegeden található.

## Sikerek
Csongrád megyei labdarúgó-bajnokság (első osztály)
- Bajnok: 1988-89, 2012-13